# Deutscher Sport-Club Wanne-Eickel 1979-1980
Questa voce raccoglie le informazioni riguardanti il Deutscher Sport-Club Wanne-Eickel nelle competizioni ufficiali della stagione 1979-1980.

## Stagione
Nella stagione 1979-1980 il DSC Wanne-Eickel, allenato da Toni Burghardt, concluse il campionato di 2. Bundesliga al 11º posto. In Coppa di Germania il DSC Wanne-Eickel fu eliminato al secondo turno dal Kickers Offenbach.

## Rosa
| N. |                     | Ruolo | Calciatore            |
| -- | ------------------- | ----- | --------------------- |
|    | Germania (bandiera) | P     | Reinhard Biermann     |
|    | Germania (bandiera) | P     | Heinz Blasey          |
|    | Germania (bandiera) | P     | Dietmar Wiese         |
|    | Germania (bandiera) | D     | Ulrich Borowka        |
|    | Germania (bandiera) | D     | Günter Gehlisch       |
|    | Germania (bandiera) | D     | Norbert Höhmann       |
|    | Germania (bandiera) | D     | Henning Keese         |
|    | Germania (bandiera) | D     | Harald Schötteldreier |
|    | Germania (bandiera) | D     | Jürgen Sobieray       |
|    | Germania (bandiera) | D     | Heinz Steinhoff       |
|    | Germania (bandiera) | D     | Peter Wieczorek       |
|    | Germania (bandiera) | D     | Jürgen Wielert        |

| N. |                     | Ruolo | Calciatore           |
| -- | ------------------- | ----- | -------------------- |
|    | Germania (bandiera) | D     | Klaus Wischniewski   |
|    | Germania (bandiera) | C     | Jürgen Mauthe        |
|    | Germania (bandiera) | C     | Hans-Jürgen Oehler   |
|    | Germania (bandiera) | C     | Ingo Peter           |
|    | Germania (bandiera) | A     | Eckehard Eigenwillig |
|    | Germania (bandiera) | A     | Roland Kosien        |
|    | Germania (bandiera) | A     | Peter Leske          |
|    | Germania (bandiera) | A     | Norbert Lücke        |
|    | Germania (bandiera) | A     | Ralf Regenbogen      |
|    | Germania (bandiera) | A     | Norbert Rothe        |
|    | Germania (bandiera) | A     | Karl-Heinz Timmler   |
|    | Germania (bandiera) | A     | Rolf Wiesenthal      |

## Organigramma societario
Area tecnica
- Allenatore: Toni Burghardt
- Allenatore in seconda:
- Preparatore dei portieri:
- Preparatori atletici:

## Calciomercato

### Sessione estiva
| Acquisti | Acquisti        | Acquisti    | Acquisti |
| R.       | Nome            | da          | Modalità |
| -------- | --------------- | ----------- | -------- |
| P        | Heinz Blasey    | Hannover 96 |          |
| D        | Jürgen Sobieray | Schalke 04  |          |
| A        | Rolf Wiesenthal | Baunatal    |          |

| Cessioni | Cessioni | Cessioni | Cessioni |
| R.       | Nome     | a        | Modalità |
| -------- | -------- | -------- | -------- |

### Sessione invernale
| Acquisti | Acquisti | Acquisti | Acquisti |
| R.       | Nome     | da       | Modalità |
| -------- | -------- | -------- | -------- |

| Cessioni | Cessioni | Cessioni | Cessioni |
| R.       | Nome     | a        | Modalità |
| -------- | -------- | -------- | -------- |

## Risultati

### 2. Bundesliga

#### Girone di andata
| Arbitro: | Heitmann |

|           |           |                          |
| Lücke 35’ | Marcatori | 58’ Schock 70’ Ellbracht |

| Arbitro: | Rieb |

|                 |           |  |
| Clute-Simon 31’ | Marcatori |  |

| Arbitro: | Osmers |

|                                        |           |                |
| Rosenfeld 1’ (aut.) Lücke 3’, 22’, 59’ | Marcatori | 54’ Olaidotter |

| Arbitro: | Nolte |

|                                |           |                           |
| Stolzenburg 24’ Hochheimer 84’ | Marcatori | 23’, 62’ Mauthe 65’ Leske |

| Arbitro: | Redelfs |

|                          |           |               |
| Peter 64’ Lücke 78’, 83’ | Marcatori | 21’ Nabrotzki |

| Arbitro: | Horstmann |

|                                       |           |            |
| Semlits 24’ Mense 46’ Kaczor 76’, 90’ | Marcatori | 48’ Oehler |

| Arbitro: | Rieb |

|            |           |  |
| Kosien 33’ | Marcatori |  |

| Arbitro: | Ahlenfelder |

|                        |           |                             |
| Wolf 10’ Lopatenko 52’ | Marcatori | 25’ Peter 41’ (rig.) Kosien |

| Arbitro: | Eschenbach |

|                                       |           |                                         |
| Kosien 35’ Wischniewski 43’ Lücke 54’ | Marcatori | 20’ Jendrossek 60’ Fischer 63’ Schonert |

| Arbitro: | Hennig |

|                                |           |  |
| Mödrath 23’, 83’ Stegmayer 53’ | Marcatori |  |

| Arbitro: | Kespohl |

|  |           |                       |
|  | Marcatori | 21’ Reiners 90’ Drews |

| Herford 28 ottobre 1979 12ª giornata | Herford | 0 – 0 referto | Wanne-Eickel | Ludwig-Jahn-Stadion (4 500 spett.)\| Arbitro: \| Kopka \| |
| Arbitro:                             | Kopka   |               |              |                                                           |

| Arbitro: | Prinz |

|                             |           |  |
| Lücke 31’ Kosien 90’ (rig.) | Marcatori |  |

| Arbitro: | Mölm |

|                          |           |                      |
| Bartels 46’ Krumbein 51’ | Marcatori | 64’ Lücke 76’ Kosien |

| Arbitro: | Wippker |

|                                  |           |  |
| Kosien 78’ (rig.) Regenbogen 81’ | Marcatori |  |

| Arbitro: | Gabriel |

|              |           |                                |
| Dietrich 28’ | Marcatori | 15’ Kosien 58’ Lücke 83’ Rothe |

| Arbitro: | Retzmann |

|                     |           |             |
| Kosien 2’ Lücke 30’ | Marcatori | 40’ Bentrup |

| Arbitro: | Eggers |

|                                   |           |                                       |
| Seegler 46’ Hupe 60’ de Vries 72’ | Marcatori | 10’ Peter 12’ Rothe 84’ (rig.) Kosien |

| Arbitro: | Filipiak |

|                                |           |                                          |
| Peter 44’ Rothe 77’ Kosien 86’ | Marcatori | 22’, 45’, 70’, 75’ Mill 59’, 89’ Lippens |

#### Girone di ritorno
| Arbitro: | Lins |

|                                                                |           |  |
| Sackewitz 2’, 90’ Schock 4’ Eilenfeldt 19’ Pagelsdorf 52’, 67’ | Marcatori |  |

| Arbitro: | Filipiak |

|                      |           |          |
| Kosien 19’ Lücke 69’ | Marcatori | 45’ Kehr |

| Arbitro: | Osmers |

|                                 |           |  |
| Keese 37’ (aut.) Olaidotter 71’ | Marcatori |  |

| Arbitro: | Schön |

|           |           |                |
| Rothe 44’ | Marcatori | 24’ Grunenberg |

| Arbitro: | Retzmann |

|             |           |  |
| Dahmani 17’ | Marcatori |  |

| Arbitro: | Winkler |

|           |           |                                   |
| Lücke 38’ | Marcatori | 6’ Füllborn 52’ Schütte 80’ Mense |

| Arbitro: | Eschweiler |

|                                |           |  |
| Hayduk 73’ Schatzschneider 90’ | Marcatori |  |

| Arbitro: | Horeis |

|                        |           |  |
| Kosien 32’ Timmler 82’ | Marcatori |  |

| Arbitro: | Weber |

|                         |           |  |
| Schmitz 34’ Ochmann 68’ | Marcatori |  |

| Arbitro: | Nolte |

|                     |           |             |
| Kosien 8’ Lücke 41’ | Marcatori | 68’ Jürgens |

| Arbitro: | Filipiak |

|                           |           |                  |
| Hammes 9’, 26’ Jakobs 55’ | Marcatori | 42’ (rig.) Keese |

| Arbitro: | Pauly |

|                                                             |           |             |
| Wischniewski 15’ Sobieray 31’ Lücke 56’ Leske 59’ Rothe 87’ | Marcatori | 58’ Pallaks |

| Arbitro: | Barnick |

|                    |           |                |
| Amiq 36’ Rolff 57’ | Marcatori | 86’ Wiesenthal |

| Arbitro: | Kohnen |

|           |           |                        |
| Lücke 39’ | Marcatori | 58’ Meyer 65’ Krumbein |

| Arbitro: | Prinz |

|                     |           |                                     |
| Loesch 64’ Budt 88’ | Marcatori | 55’ Leske 63’ Wiesenthal 69’ Kosien |

| Arbitro: | Gabor |

|                                                |           |                    |
| Wiesenthal 17’, 27’ Lücke 58’ Keese 63’ (rig.) | Marcatori | 3’ Witt 70’ Möller |

| Arbitro: | Brückner |

|                          |           |            |
| Bebensee 11’ Mentzel 18’ | Marcatori | 58’ Mauthe |

| Arbitro: | Kautschor |

|                           |           |              |
| Leske 19’, 75’ Mauthe 35’ | Marcatori | 15’ Diekmann |

| Arbitro: | Heitmann |

|                                    |           |          |
| Klausmann 19’ Wiemers 28’ Mill 50’ | Marcatori | 9’ Leske |

### Coppa di Germania
| Arbitro: | Theobald |

|                              |           |                              |
| Nebel 2’ Bergdolt 25’ (rig.) | Marcatori | 8’, 85’ Lücke 62’, 64’ Peter |

| Arbitro: | Assenmacher |

|                           |           |                                                          |
| Mauthe 32’ Peter 57’, 89’ | Marcatori | 12’ Paulus 45’ (rig.) Franusch 47’, 64’ Krause 77’ Domes |

## Statistiche

### Statistiche di squadra
| Competizione      | Punti | In casa | In casa | In casa | In casa | In casa | In casa | In trasferta | In trasferta | In trasferta | In trasferta | In trasferta | In trasferta | Totale | Totale | Totale | Totale | Totale | Totale | DR |
| Competizione      | Punti | G       | V       | N       | P       | Gf      | Gs      | G            | V            | N            | P            | Gf           | Gs           | G      | V      | N      | P      | Gf     | Gs     | DR |
| ----------------- | ----- | ------- | ------- | ------- | ------- | ------- | ------- | ------------ | ------------ | ------------ | ------------ | ------------ | ------------ | ------ | ------ | ------ | ------ | ------ | ------ | -- |
| 2. Bundesliga     | 36    | 19      | 12      | 2       | 5       | 42      | 28      | 19           | 3            | 4            | 12           | 21           | 43           | 38     | 15     | 6      | 17     | 63     | 71     | -8 |
| Coppa di Germania | -     | 1       | 0       | 0       | 1       | 3       | 5       | 1            | 1            | 0            | 0            | 4            | 2            | 2      | 1      | 0      | 1      | 7      | 7      | 0  |
| Totale            | 36    | 20      | 12      | 2       | 6       | 45      | 33      | 20           | 4            | 4            | 12           | 25           | 45           | 40     | 16     | 6      | 18     | 70     | 78     | -8 |

### Andamento in campionato
| Giornata  | 1  | 2  | 3  | 4 | 5 | 6  | 7 | 8  | 9  | 10 | 11 | 12 | 13 | 14 | 15 | 16 | 17 | 18 | 19 | 20 | 21 | 22 | 23 | 24 | 25 | 26 | 27 | 28 | 29 | 30 | 31 | 32 | 33 | 34 | 35 | 36 | 37 | 38 |
| --------- | -- | -- | -- | - | - | -- | - | -- | -- | -- | -- | -- | -- | -- | -- | -- | -- | -- | -- | -- | -- | -- | -- | -- | -- | -- | -- | -- | -- | -- | -- | -- | -- | -- | -- | -- | -- | -- |
| Luogo     | C  | T  | C  | T | C | T  | C | T  | C  | T  | C  | T  | C  | T  | C  | T  | C  | T  | C  | T  | C  | T  | C  | T  | C  | T  | C  | T  | C  | T  | C  | T  | C  | T  | C  | T  | C  | T  |
| Risultato | P  | P  | V  | V | V | P  | V | N  | N  | P  | P  | N  | V  | N  | V  | V  | V  | N  | P  | P  | V  | P  | N  | P  | P  | P  | V  | P  | V  | P  | V  | P  | P  | V  | V  | P  | V  | P  |
| Posizione | 13 | 16 | 11 | 8 | 7 | 11 | 9 | 11 | 10 | 12 | 14 | 12 | 10 | 11 | 10 | 10 | 8  | 8  | 9  | 9  | 8  | 10 | 10 | 10 | 13 | 13 | 12 | 13 | 11 | 11 | 11 | 11 | 11 | 11 | 11 | 11 | 10 | 11 |

Legenda:

Luogo: C = Casa; T = Trasferta. Risultato: V = Vittoria; N = Pareggio; P = Sconfitta.

### Statistiche dei giocatori
| Giocatore         | 2. Bundesliga | 2. Bundesliga | 2. Bundesliga | 2. Bundesliga | Coppa di Germania | Coppa di Germania | Coppa di Germania | Coppa di Germania | Totale   | Totale | Totale      | Totale     |
| Giocatore         | Presenze      | Reti          | Ammonizioni   | Espulsioni    | Presenze          | Reti              | Ammonizioni       | Espulsioni        | Presenze | Reti   | Ammonizioni | Espulsioni |
| ----------------- | ------------- | ------------- | ------------- | ------------- | ----------------- | ----------------- | ----------------- | ----------------- | -------- | ------ | ----------- | ---------- |
| R. Biermann       | 0             | 0             | 0             | 0             | 0                 | 0                 | 0                 | 0                 | 0        | 0      | 0           | 0          |
| H. Blasey         | 23            | 0             | 1             | 0             | 1                 | 0                 | 0                 | 0                 | 24       | 0      | 1           | 0          |
| U. Borowka        | 0             | 0             | 0             | 0             | 0                 | 0                 | 0                 | 0                 | 0        | 0      | 0           | 0          |
| E. Eigenwillig    | 18            | 0             | 1             | 0             | 0                 | 0                 | 0                 | 0                 | 18       | 0      | 1           | 0          |
| G. Gehlisch       | 0             | 0             | 0             | 0             | 0                 | 0                 | 0                 | 0                 | 0        | 0      | 0           | 0          |
| N. Höhmann        | 21            | 0             | 2             | 0             | 0                 | 0                 | 0                 | 0                 | 21       | 0      | 2           | 0          |
| H. Keese          | 32            | 2             | 5             | 0             | 1                 | 0                 | 0                 | 0                 | 33       | 2      | 5           | 0          |
| R. Kosien         | 29            | 14            | 3             | 0             | 2                 | 0                 | 0                 | 0                 | 31       | 14     | 3           | 0          |
| P. Leske          | 37            | 6             | 3             | 0             | 2                 | 0                 | 0                 | 0                 | 39       | 6      | 3           | 0          |
| N. Lücke          | 35            | 17            | 8             | 0             | 2                 | 2                 | 0                 | 0                 | 37       | 19     | 8           | 0          |
| J. Mauthe         | 26            | 4             | 3             | 0             | 2                 | 1                 | 1                 | 0                 | 28       | 5      | 4           | 0          |
| H. Oehler         | 28            | 1             | 6             | 0             | 2                 | 0                 | 0                 | 0                 | 30       | 1      | 6           | 0          |
| I. Peter          | 24            | 4             | 5             | 0             | 2                 | 4                 | 0                 | 0                 | 26       | 8      | 5           | 0          |
| R. Regenbogen     | 11            | 1             | 0             | 0             | 0                 | 0                 | 0                 | 0                 | 11       | 1      | 0           | 0          |
| N. Rothe          | 34            | 5             | 5             | 0             | 2                 | 0                 | 1                 | 0                 | 36       | 5      | 6           | 0          |
| H. Schötteldreier | 15            | 0             | 1             | 0             | 0                 | 0                 | 0                 | 0                 | 15       | 0      | 1           | 0          |
| J. Sobieray       | 31            | 1             | 2             | 0             | 2                 | 0                 | 0                 | 0                 | 33       | 1      | 2           | 0          |
| H. Steinhoff      | 11            | 0             | 0             | 0             | 2                 | 0                 | 0                 | 0                 | 13       | 0      | 0           | 0          |
| K. Timmler        | 4             | 1             | 0             | 0             | 0                 | 0                 | 0                 | 0                 | 4        | 1      | 0           | 0          |
| P. Wieczorek      | 32            | 0             | 6             | 0             | 2                 | 0                 | 1                 | 0                 | 34       | 0      | 7           | 0          |
| J. Wielert        | 3             | 0             | 0             | 0             | 0                 | 0                 | 0                 | 0                 | 3        | 0      | 0           | 0          |
| D. Wiese          | 15            | 0             | 0             | 0             | 1                 | 0                 | 0                 | 0                 | 16       | 0      | 0           | 0          |
| R. Wiesenthal     | 12            | 4             | 0             | 0             | 1                 | 0                 | 0                 | 0                 | 13       | 4      | 0           | 0          |
| K. Wischniewski   | 37            | 2             | 1             | 0             | 2                 | 0                 | 0                 | 0                 | 39       | 2      | 1           | 0          |